# Kappa Normae
Kappa Normae (κ Normae, förkortat Kappa Nor, κ Nor) är en ensam stjärna belägen i den mellersta delen av stjärnbilden Vinkelhaken. Den har en skenbar magnitud på 4,94 och är synlig för blotta ögat där ljusföroreningar ej förekommer. Baserat på parallaxmätning inom Hipparcosuppdraget på ca 7,6 mas, beräknas den befinna sig på ett avstånd på ca 430 ljusår (ca 131 parsek) från solen.

## Egenskaper
Kappa Normae är en gul till orange jättestjärna av spektralklass G8 III. Den har en radie som är ca 18 gånger större än solens och utsänder från dess fotosfär ca 195 gånger mera energi än solen vid en effektiv temperatur av ca 5 000 K.